# 流图镇
流图镇，是中国内蒙古自治区巴彦淖尔市乌拉特中旗下辖的一个乡镇级行政单位。

## 行政区划
流图镇共辖以下地区：
第一居民委员会、第二居民委员会、第三居民委员会、第四居民委员会、第五居民委员会、第六居民委员会、第七居民委员会、第八居民委员会、第九居民委员会、第十居民委员会、第十一居民委员会、第十二居民委员会、第十三居民委员会、温更第一居民委员会、温更第二居民委员会、巴仁宝力格村、巴彦塔拉村、希日朝鲁嘎查村、宝格图嘎查村、巴音满都呼嘎查村、哈日朝鲁嘎查村、阿拉腾胡少嘎查村、呼日木图嘎查村。